# Autobus Atac Alfa Romeo (1932-1942)

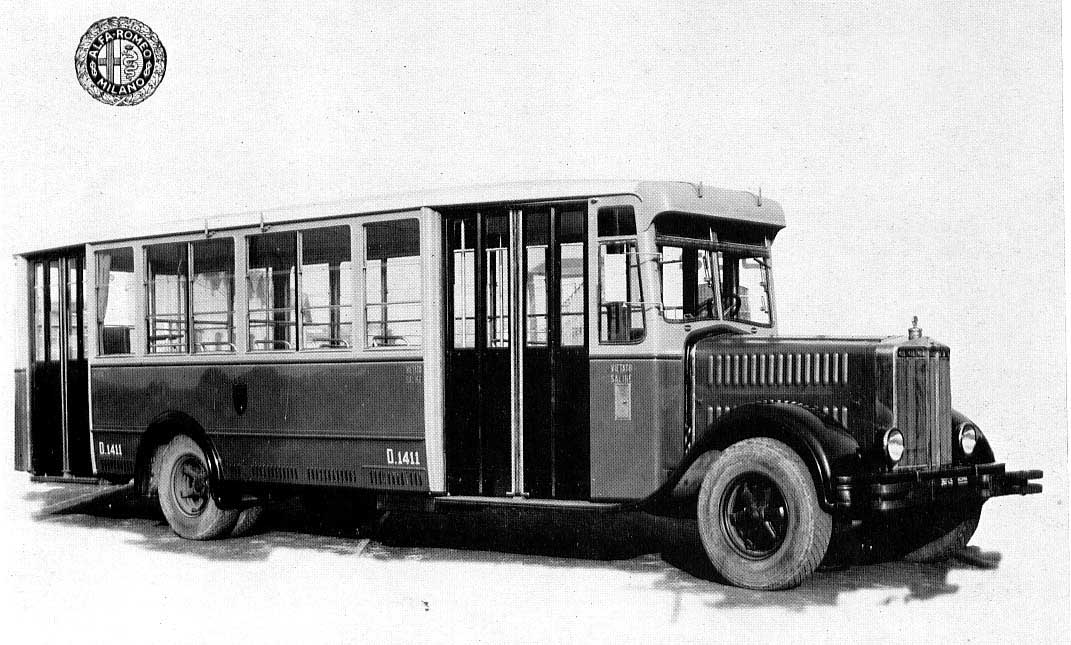
Autobus Alfa Romeo 40N sperimentale.

Gli Alfa Romeo del periodo 1932-1942 della rete di Roma sono stati un gruppo di 118 veicoli autobus adibiti al servizio urbano della città.

## Storia
Nei primi anni Trenta l'Alfa Romeo si inserisce nel mercato dei veicoli pesanti (autocarri ed autobus), appoggiandosi alla tedesca Deutz per le parti meccaniche. Il primo autobus immesso sul mercato è costruito sui telai sperimentali 40-N a due assi e 80-N a tre assi, dotati di motore con alimentazione a gasolio. La rete romana, dove l'ATAG sta acquisendo prototipi di autobus ad alta capacità su specifiche fornite ai costruttori, è uno dei banchi di prova della sua prima produzione. Il parco Alfa anteguerra di Roma, infatti, è caratterizzato da una notevole varietà dal punto di vista meccanico.

## Tecnica

### Le vetture su telaio 40-N e 85-A
Nel 1932 entrano in servizio tre autobus del tipo 40-N, numerati a seguito dei prototipi Lancia Omicron come D.1401 e D.1403 e dei quali non si sa molto (tipo di motore, misure, etc), ma che nelle immagini disponibili si mostrano con disposizioni delle carrozzerie (allestite da costruttori non accertati) tutte diverse tra loro per forme, proporzioni, dimensioni e numero dei finestrini. Questi veicoli rimangono unici fino al biennio 1934-35, quando l'ATAG ne acquisisce altri quattro, numerati sequenzialmente ai precedenti, dei quali tre (D.1405-D.1407-D.1409) del tipo 40-N e uno (D.1411) del tipo 85-A.
Dall'analisi degli ordini di servizio appare evidente che tutti questi veicoli sono destinati ad una sperimentazione: delle tre vetture 40-N ora citate, infatti, una (1411), viene restituita al costruttore il 4 febbraio 1935 e torna a Roma trasformata in 85-A (23 settembre 1936, due (1407-1409), risultano come veicoli a noleggio nel periodo 11 gennaio-23 settembre 1935 e riappaiono il 23 gennaio 1936 come 85-A di proprietà aziendale. Nel corso di questa trafila entrano in servizio altri quattro autobus, del tipo 85-A, dei quali è noto il tipo di motore installato (il modello F6-M317 da 105 CV con cambio a quattro velocità), e il sistema di apparato frenante (freno ad aria compressa sistema Westinghouse con compressore azionato dal motore). La carrozzeria è qui allestita dalla Macchi di Varese.

### Le vetture a tre assi su telaio 80-N e 110-A

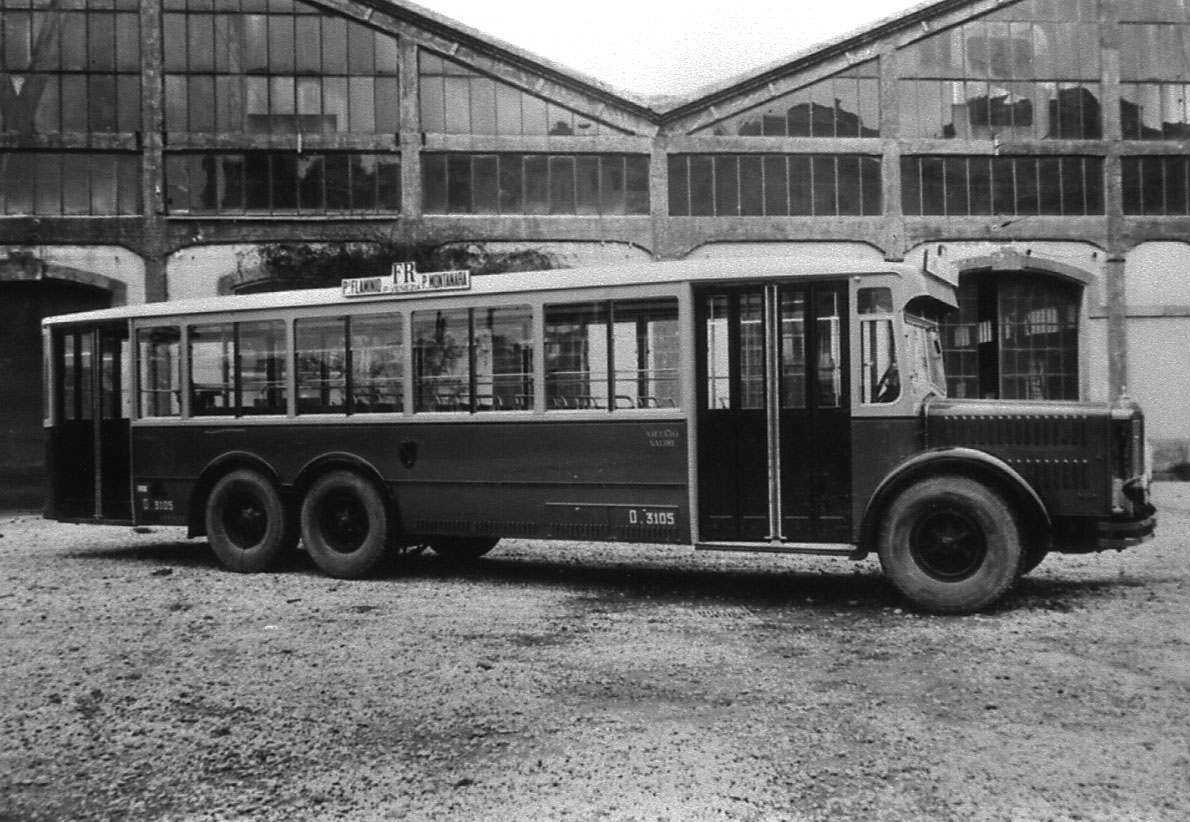
Un 80-N del primo gruppo degli Alfa a tre assi.

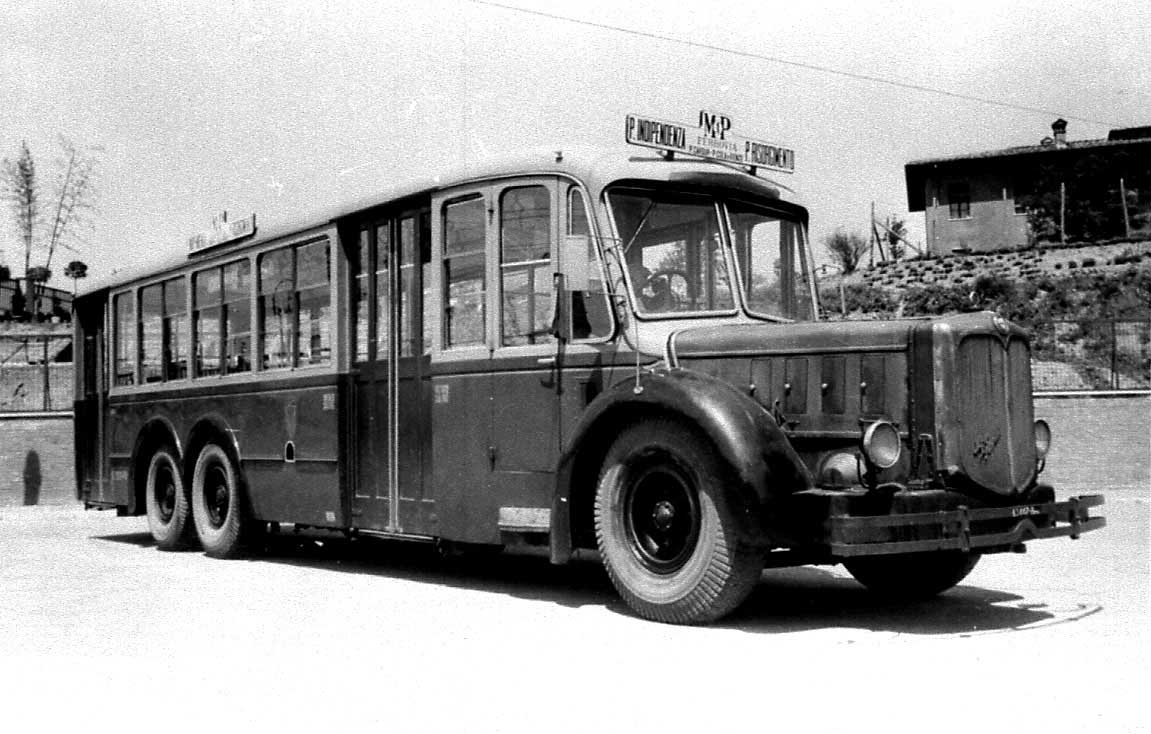
Un 110-A con la carrozzeria Macchi in versione meno squadrata..

Come già ha fatto la Fiat anche l'Alfa Romeo sviluppa il telaio allungato a 12 metri con doppio asse posteriore. Tra il 1934 e il 1942 l'ATAG ne acquista tre gruppi. Nel dicembre 1932 vengono messi in circolazione due prototipi, cui seguono altre 24 vetture (primo gruppo) che entrano in servizio a partire dal 10 gennaio 1934, tutti sul primo telaio del tipo 80-N che monta ancora carrozzerie Macchi. Il gruppo successivo è montato sulla versione perfezionata 110-A, le cui carrozzerie sono allestite in parte dalle Officine Tallero (le cui forme sono leggermente diverse), in parte sempre dalla Macchi, ora con un aspetto meno squadrato e più elegante.
Nell'agosto 1941 entrano in servizio altri 25 autobus del tipo 110-AC e carrozzeria Macchi, sostanzialmente analoghi ai Macchi del primo gruppo e dotati di alimentazione a gasogeno con motore A.R. AG-6.
Tutti i veicoli Alfa Romeo montano il motore A.R. F6M317 da 105 CV. Mentre i veicoli Fiat e Lancia dello stesso periodo adottano a volte il servofreno a depressione,  altre il freno ad aria compressa Westinghouse, gli Alfa sono i primi autobus romani dotati in modo sistematico di freno ad aria, inizialmente sul sistema tedesco Knorr. Apposite norme invitano i conducenti a prestare la dovuta attenzione alla pressione esistente nel serbatoio principale e in particolare, al primo avviamento, ad attendere con il motore in moto che la pressione raggiunga almeno i 3 kg/cm cubi.

## Vicende
Tutti gli Alfa Romeo, a due e a tre assi, sono impiegati sulle linee centrali al posto dei Lancia Omicron. Assegnati al deposito di Portonaccio il loro impiego si estende laddove non arrivano i Fiat 656 di Trastevere e su linee centrali a "mezzadria" tra i due depositi. Con l'ampliamento del parco veicoli a tre assi e l'impiego dei filobus gli autobus a due assi si affiancano ai Fiat 656 sulle linee periferiche e a medio traffico. Nel dopoguerra i tre assi sono impiegati su alcune linee centro-periferia a forte traffico come il 93 (st.Termini-Garbatella all'epoca) e 109 (Portonaccio-San Basilio), mentre i due assi sono normalmente assegnati alle nuove linee periferiche man mano che vengono istituite. L'ultimo Alfa a due assi circola l'11 ottobre 1957, gli ultimi tre assi sono tolti dal servizio il 16 dicembre 1960.

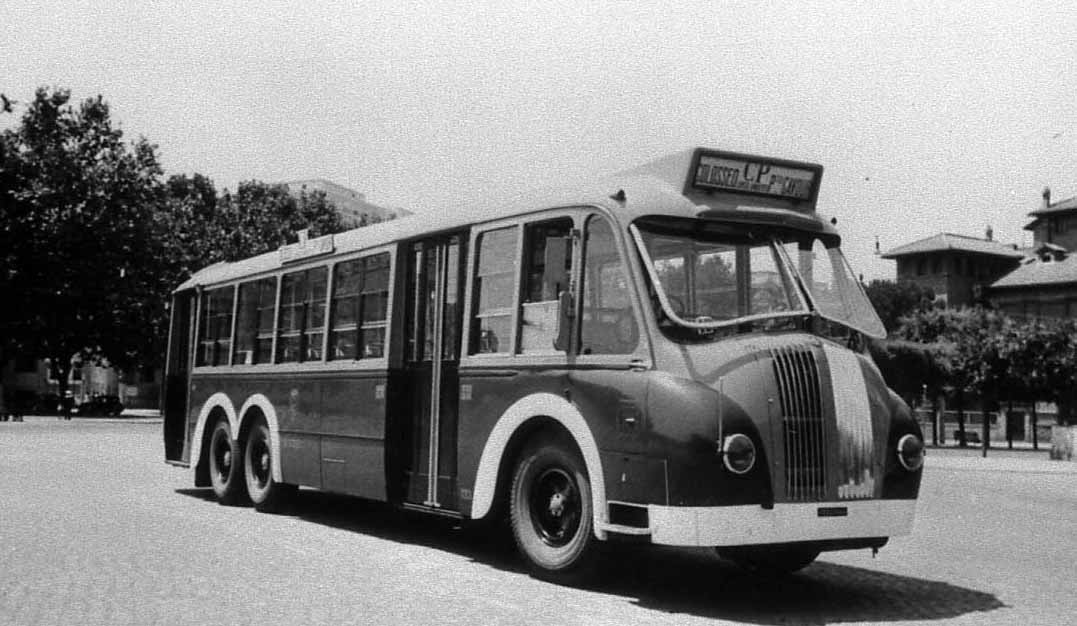
Alfa Romeo a gasogeno riconvertito a gasolio nel dopoguerra
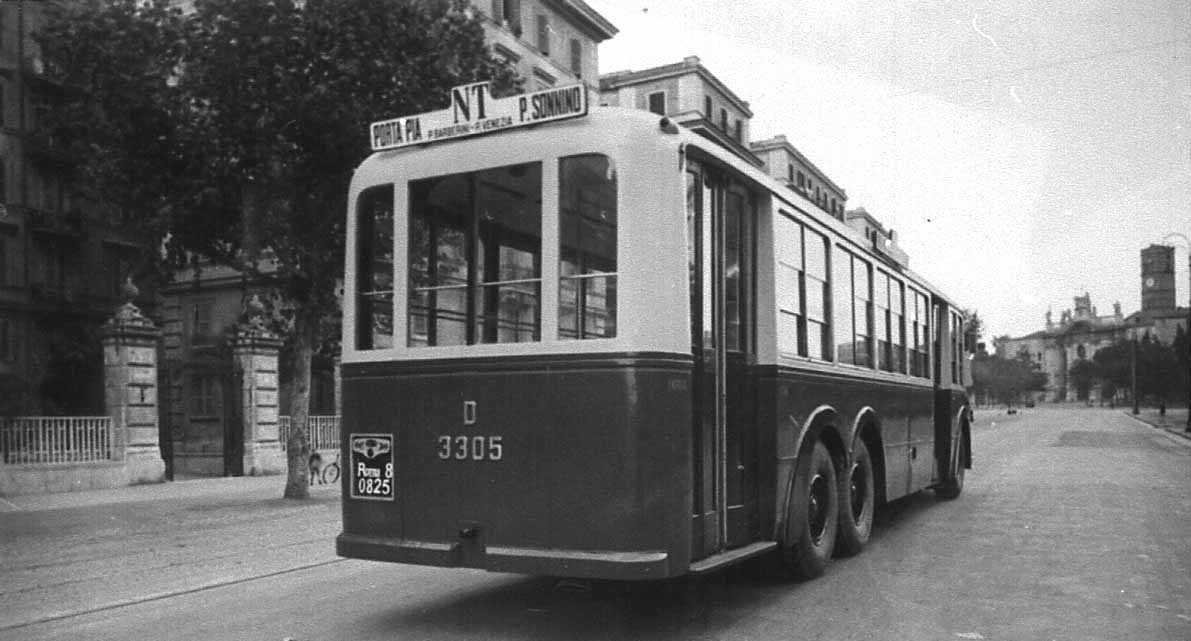
Alfa Romeo a gasogeno riconvertito a gasolio nel dopoguerra

## Numerazione
A partire dal 1931 l'ATAG abbandona il criterio di numerazione degli autobus introdotto del 1927. Il centinaio, quindi, non identifica più il costruttore. Viene per contro introdotto un nuovo criterio che assegna le migliaia 1 e 2 ai veicoli a due assi e il migliaio 3 a quelli a tre assi. Nel caso degli Alfa Romeo i primi sono tutti compresi nella serie 14xx, i secondi occupano i gruppi numerici 31xx, 32xx e (per poche vetture) 33xx.
| num. eserc. | q.tà | anno    | telaio         | assi | carrozz. | motore      | alim. | pot. CV | lung. mm | tara t | nota   |
| ----------- | ---- | ------- | -------------- | ---- | -------- | ----------- | ----- | ------- | -------- | ------ | ------ |
| 1405        | 1    | 1932    | Alfa R. 40-N   | 2    |          |             |       |         |          |        | [ 5 ]  |
| 1407        | 1    | 1932    | Alfa R. 40-N   | 2    |          |             |       |         |          |        |        |
| 1409        | 1    | 1932    | Alfa R. 40-NA  | 2    |          |             |       |         |          |        | [ 6 ]  |
| 1411        | 1    | 1934    | Alfa R. 40-N   | 2    |          |             |       |         |          |        | [ 7 ]  |
| 1413        | 1    | 1934    | Alfa R. 85-A   | 2    |          | A.R. F6M317 |       |         |          |        | [ 7 ]  |
| 1415, 1417  | 1    | 1934    | Alfa R. 40-N   | 2    |          | A.R. F6M317 |       |         |          |        | [ 7 ]  |
| 1411-1425   | 8    | 1935    | Alfa R. 85-A   | 2    | Macchi   | A.R. F6M317 | D     | 110     | 10000    | 7,9    | [ 8 ]  |
| 3101-3151   | 26   | 1932-34 | Alfa R. 80N    | 3    | Macchi   | A.R. F6M317 | D     | 110     | 11900    | 11,5   | [ 9 ]  |
| 3153-3225   | 37   | 1935    | Alfa R. 110-A  | 3    | Macchi   | A.R. F6M317 | D     | 110     | 11350    | 10,5   | [ 10 ] |
| 3251-3257   | 4    | 1935    | Alfa R. 110-A  | 3    | Tallero  | A.R. F6M317 | D     | 110     | 11350    | 10,5   | [ 10 ] |
| 3227-3249   | 12   | 1937    | Alfa R. 110-A  | 3    | Macchi   | A.R. F6M317 | D     | 110     | 11900    | 10,1   |        |
| 3259-3307   | 25   | 1941-42 | Alfa R. 110-AG | 3    | Macchi   | A.R. AG6    | G     | 110     | 12070    | 11,5   | [ 11 ] |